# Choricotyle louisianensis
Choricotyle louisianensis är en plattmaskart. Choricotyle louisianensis ingår i släktet Choricotyle och familjen Diclidophoridae. Inga underarter finns listade i Catalogue of Life.